# Велики напад 2014.
Велики напад 2014. или Велика рација 2014. године, позната и као Рација 95. бригаде, одиграла се од 1. јула до 10. августа 2014. током рата на истоку Украјине. Према званичним информацијама, јединице украјинске 95. ваздушно-јуришне бригаде, појачане средствима 25. ваздушно-десантне и 30. и 51. механизоване бригаде, извеле су налет дужине 470 км, од чега је 170 км било иза непријатељских линија. Током рације, падобранци 95. бригаде ступили су у оружане сукобе са руском војском.

## Позадина
У фебруару 2014, као резултат Евромајдана, украјински председник Виктор Јанукович је смењен са власти. У условима вакуума власти у регионима југа и истока Украјине, уз подршку Русије, активирани су покрети под слоганима децентрализације и федерализације, за давање веће аутономије овим регионима, све до отцепљења (ДНР, ЛНР и ХНР). Потом је уследило припајање Крима Русији и почетак оружаног сукоба у источној Украјини. Оружани сукоб у Донбасу су непријатељства на територији Доњецке и Луганске области Украјине која су почела у априлу 2014. Борбе се воде између оружаних снага и других структура моћи Украјине (као и одређеног броја нерегуларних добровољачких паравојних формација) с једне стране и оружаних формација побуњеника (присталице делимично признате Доњецке и Луганске Народне Републике) – на другој страни. До краја априла 2014. сукоб побуњеника и украјинске војске био је ограничен на периодичне окршаје, рације и нападе на контролне пунктове употребом малокалибарског оружја. Дана 12. маја, након референдума о самоопредељењу одржаних дан раније у Доњецкој и Луганској области, проглашена је независност Доњецке и Луганске народне републике, чије су власти захтевале повлачење украјинских трупа и Националне гарде са њихове декларисане територије. Уместо тога, украјинска оружана група је постепено појачавана оклопним возилима, хеликоптерима и почело је артиљеријско гранатирање. Побуњеници су на ваздушне ударе одговорили ватром из преносних противваздушних ракетних система, обарајући авионе и хеликоптере.

### Десетодневно примирје
Украјинска војска је саопштила да је преузела контролу над Јампилом и Сиверском 20. јуна 20 сати пре једностраног прекида ватре од стране украјинских снага, као део мировног плана украјинског председника Петра Порошенка од 15 тачака.

#### Мировни план у петнаест тачака
Украјински председник Петро Порошенко је 20. јуна најавио мировни план од петнаест тачака. План је позвао на једнонедељни прекид ватре, почевши од 20. јуна, да сепаратисти напусте зграде које су заузели, децентрализацију власти од централне владе у Кијеву и заштиту права на руски језик. Пун текст од петнаест тачака је следећи:
1. Гаранције безбедности за све учеснике преговора.
2. Амнестија за оне који су положили оружје и нису починили тешка кривична дела.
3. Ослобађање талаца.
4. Успостављање тампон зоне од 10 km (6,2 mi) на украјинско-руској граници. Повлачење нелегалних оружаних формација.
5. Сигуран коридор за бекство руских и украјинских плаћеника.
6. Разоружање.
7. Формирање јединица за заједничко патролирање у структури МУП-а.
8. Ослобађање незаконито заплењених административних просторија у Доњецкој и Луганској области.
9. Обнављање функционисања локалне самоуправе.
10. Обнављање централног телевизијског и радио емитовања у Доњецкој и Луганској области.
11. Децентрализација власти (кроз избор извршних одбора, заштита руског језика; нацрт амандмана на Устав).
12. Координација гувернера са представницима Донбаса пред изборе
13. Превремени локални и парламентарни избори.
14. Програм отварања радних места у региону.
15. Рестаурација индустријских објеката и објеката друштвене инфраструктуре.

Руски председник Владимир Путин понудио је одређену подршку том плану, али је позвао Порошенка да уведе сепаратисте у преговоре. Руски министар спољних послова Сергеј Лавров рекао је да Порошенков мировни план „личи на ултиматум“. Порошенко је раније одбио да уђе у преговоре са наоружаним сепаратистима. Посматрачи ОЕБС-а у оквиру Специјалне посматрачке мисије у Украјини састали су се 21. јуна са представником Доњецке Народне Републике како би разговарали о мировном плану. Представник је рекао да ће Република одбацити прекид ватре и рекао да су примарни захтеви владе Доњецке Народне Републике "повлачење украјинских снага из Донбаса" и признање Републике. Међутим, након почетних мировних преговора између сепаратиста, украјинских и руских званичника и ОЕБС-а у Доњецку 23. јуна, Александар Бородај, премијер Доњецке Народне Републике, рекао је да ће његове снаге држати примирје. Убрзо након ове изјаве, сепаратисти у Славјанску оборили су хеликоптер Ми-8 Оружаних снага Украјине, убивши све оне који су били у њему. Следећег дана је Канцеларија председника Украјине издала саопштење у којем се наводи да су побуњеници најмање тридесет пет пута прекршили примирје. Председник Порошенко је такође рекао да размишља о прекиду примирја, а Бородај је рекао да „примирја није било“.
Упркос томе, Порошенко је продужио прекид ватре за три дана од његовог планираног завршетка 27. јуна. Као одговор на ову акцију, демонстранти у Кијеву су у великом броју изашли на улице тражећи да се откаже примирје. Прекид ватре је имао мало стварног утицаја на сукобе између владиних и сепаратистичких снага, са најмање пет владиних војника убијено током примирја. До јула, мировни план је пао на страну и Порошенко је прекинуо примирје након што су се обе стране међусобно оптужиле за поновљена кршења. После ракетног напада у којем је погинуло деветнаест украјинских војника, Порошенко је обећао да ће се осветити сепаратистима: „Милитанти ће платити стотине својих живота за сваки живот наших војника. Ни један терориста неће избећи одговорност“.

## Велики напад

### Пад Славјанска и Краматорска
Након што је окончан једнонедељни прекид ватре који је једнострано прогласио украјински председник Петро Порошенко, Оружане снаге су 1. јула обновиле своје операције против побуњеника. Гранатирање је дошло у Краматорску и Славјанску, а владине снаге су поново заузеле гранични прелаз у Должанску, једном од три главна гранична прелаза која су заузели сепаратисти. Владине снаге су такође поново заузеле села Брусивка и Стари Караван. Истог дана, побуњеници у Луганску су рекли да су преузели контролу над Међународним аеродромом Луганск. Дана 1. јула 2014. у Доњецку је дошло до уличне пуцњаве између ривалских фракција проруских милитаната, у којој је једна особа смртно рањена, а две друге у критичном стању.
Портпарол Министарства унутрашњих послова Зорјан Шкиријак рекао је да је више од 1.000 проруских побуњеника убијено првог дана након наставка непријатељстава. Лига.нет, позивајући се на извор укључен у владину војну операцију, известио је да је у акцији убијено преко 400 побуњеника, али да веће бројке које су раније објављене не могу бити потврђене. Сами сепаратисти су пријавили само два смртна случаја у борбама код Николајевке.
Побуњеници су 2. јула напали гранични пункт у Новоазовску. Током напада, на стуб је пуцано из минобацача и избили су сукоби. У борбама је погинуо један граничар, а рањено је још осам гардиста. Владине снаге су 4. јула поново заузеле град Николајевку у близини Славјанска. Као резултат тога, група милитаната повезаних са ДНР-ом је пребегла и придружила се украјинској војсци.
У даљем удару на устанике, владине снаге су 5. јула поново заузеле упориште Славјанск. Командант побуњеника ДНР Игор Гиркин донео је одлуку „због огромне бројчане надмоћи непријатеља“, рекао је премијер ДНР Александар Бородај. Он је рекао да су се снаге ДНР повукле у Краматорск, али је ББЦ Невс известио да су виђени како напуштају своје контролне пунктове у Краматорску. Касније тог дана, Бородај је потврдио да су побуњеници напустили „цео северни сектор“, укључујући Краматорск, и да су се повукли у град Доњецк. Након повлачења Гиркинових снага у Доњецк, он је преузео контролу над ДНР, заменивши тамошње претходне власти у ономе што је описано као „државни удар“.
Након тога, украјинске оружане снаге су поново заузеле градове Друшкивка, Костјантињивка и Артемовск. Усред повлачења побуњеника, градоначелник Доњецка Олександр Лукјанченко рекао је да је најмање 30.000 људи напустило град од априла. У одвојеном догађају, украјинске снаге су саопштиле да су уочиле две летелице у Мариупољу и обориле једну од њих.
Уочи планиране владине офанзиве на град Доњецк који су окупирали побуњеници, кључни путеви који воде у град блокирани су 7. јула. Побуњеници су уништили железничке мостове преко путева, због чега су се урушили и блокирали путеве. Министар одбране Валериј Хелетеј изјавио је 8. јула да „више неће бити једностраног прекида ватре“ и рекао да је дијалог могућ само ако побуњеници положе оружје. На међународном аеродрому Луганск 9. јула дошло је до нових борби. Побуњеници повезани са ЛНР рекли су да су заузели аеродром 1. јула, али је украјинска војска успела да задржи контролу над њим. Више од 10.000 домаћинстава у Луганској области је без гаса због оштећења гасовода, наводи се у саопштењу истог дана регионалног снабдевача гасом.

### Наставак офанзиве према Доњецку и Луганску
Сукоби на међународном аеродрому Доњецк настављени су 10. јула. Побуњеници су пуцали из минобацача на аеродром и покушали да га заузму, али су их оружане снаге одбиле. Украјинске снаге су повратиле и град Сиверск, што су потврдили и устаници. Истог дана, градска управа Луганска је известила да је шест цивила повређено у току непријатељстава широм града. Било је и извештаја о фракционизму међу сепаратистима, са неким дезертерством. Према овим извештајима, батаљон Восток је одбацио овлашћења Игора Гиркина. Александар Бородај, премијер ДНР, је, међутим, демантовао ове извештаје и рекао да су то лаж.
Тешке борбе су настављене у Луганској области 11. јула. Тог дана, колону Оружаних снага која се кретала у близини Ровенкија напао је ракетни камион Град који су управљали побуњеници. Ваздушни напад који су покренуле Оружане снаге је на крају успео да уништи ракетни бацач, али тек након што су погинула 23 војника. У одговору на напад, украјински председник Порошенко је рекао да ће „за сваки живот наших војника милитанти платити десетинама и стотинама својих“. Следећег дана, украјинско ваздухопловство је извело ваздушне ударе на положаје побуњеника широм Доњецке и Луганске области. Украјинска влада је саопштила да је 500 побуњеника убијено у овим ударима, за које су рекли да су одмазде за сепаратистички ракетни напад претходног дана. Четири особе су погинуле у Маринки, западном предграђу Доњецка, након што су ракете погодиле подручје града под контролом побуњеника. Украјинска влада и сепаратисти су једни друге окривили за напад.
После кратког затишја након повлачења побуњеника из северног дела Доњецке области, борбе су настављене да нагло ескалирају у источним деловима Доњецке области. Гранате су пале на погранични град Доњецк у Ростовској области, у саставу Русије, 13. јула. У гранатирању је погинуо један цивил. Руски званичници окривили су Оружане снаге Украјине за гранатирање, док је Украјина негирала одговорност и оптужила побуњенике у Донбасу да су извели напад лажном заставом. Русија је рекла да разматра покретање ваздушних напада на владине циљеве у Украјини као одмазду за гранатирање.
Украјинске снаге су наставиле да освајају Луганск, окончавајући побуњеничку блокаду Међународног аеродрома Луганск. Званичници ЛНР-а су признали да су изгубили 30 људи током борби у селу Александровка. Град Снижне, који су окупирали побуњеници, погођен је ракетама испаљеним из авиона 15. јула, при чему је најмање 11 људи погинуло, а више кућа је уништено. Побуњеници су окривили Ваздухопловство Украјине, али је украјинска влада негирала било какву умешаност у напад.

#### Битка у Шахтјорском округу, обарање лета 17 Малезија Ерлајнса и опсада Луганска
Сукоби између побуњеника и оружаних снага избили су дуж границе са Русијом у Шахтјорском округу 16. јула. Побуњеници који су били скривени у граду Степанивка покушали су да побегну из окружења владиних снага у 05 часова. Према извештају Националне гарде, побуњеници су тенковима, минобацачком ватром и противтенковским пројектилима напали блокаду пута у близини пограничног села Мариновка. Контролни пункт је гранатиран више од сат времена, узрокујући значајну штету на инфраструктури у Мариновки. Гардисти су успели да одбију напад, па су устанике отерали назад у Степановку, где су борбе настављене. Битка се потом преселила у оближње село Тарани. Најмање 11 украјинских војника је погинуло у борбама. Покушаји формирања „контакт групе” између побуњеника и украјинске владе, део „мировног плана од 15 тачака” председника Порошенка, нису успели, остављајући мало наде за обновљени прекид ватре. Устаници су касније рекли да су успешно преузели Мариновку од Оружаних снага.
Цивилни путнички авион, Лет 17 Malaysia Airlines-а, оборен је изнад Храбова (село у Доњецкој области) 17. јула 2014. године, при чему је погинуло свих 298 људи у авиону. Побуњеници повезани са ДПР-ом окривили су украјинску владу за катастрофу, док су влада, Холандија и Аустралија окривиле Русију и побуњенике. Одговорност за истрагу делегирана је Холандском одбору за безбедност (ДСБ) и заједничком истражном тиму предвођеном Холандијом (ЈИТ), који су закључили да је авион оборен ракетом земља-ваздух Бук лансираном из проруских сепаратиста под контролом територија у Украјини. Према ЈИТ-у, коришћени Бук потиче из 53. ракетне бригаде за противваздушне ракете Руске Федерације, и превезен је из Русије на дан пада, испаљен са поља подручја под контролом сепаратиста, а лансер се вратио у Русију након што је коришћен за обарање МХ17.
На основу закључака ЈИТ-а, владе Холандије и Аустралије сматрају Русију одговорном за распоређивање Бук инсталације и предузимају кораке да Русију званично сматрају одговорном. Ова катастрофа је уследила после два слична инцидента раније ове недеље, када су оборена два авиона украјинског ваздухопловства. У међувремену, борбе у Луганску довеле су до губитка електричне енергије и водовода широм града. Гранатирање је оштетило електричну подстаницу у округу Каменобродски, што је изазвало губитак струје. Запаљена је и рафинерија нафте у Лисичанску.
У гранатирању Луганска погинуло 18. јула је најмање 20 цивила, наведено је у саопштењу градске управе. У саопштењу се наводи да је бараж ракета погодио "практично сваки округ". Гранатирање је приморало посматраче ОЕБС-а да побегну из своје канцеларије у Луганску и преселе се у Старобиљск. Владине снаге су наставиле да заузимају југоисточни део града. Још 16 људи је умрло током ноћи, а најмање 60 је рањено. Према владином извештају, аеродром у Луганску су обезбеђивале владине снаге у току битке.

### Владина офанзива на Доњецк, Горловку и друге градове

#### Напредак владиних снага
Дана 19. јула јединице 95. бригаде прешле су у офанзиву. Прво су уништили блок стуб, који су уочи уочи открили извиђачи. Испредни одред је поставио задатак да заузме стратешки важну висину. Од првог пута то нису добили, и нису могли да дођу, а борци напредног одреда били су приморани да се повуку. Међутим, током нове борбе која је трајала неколико сати, непријатељ је напустио своје положаје и 95. бригада је заузела висину.

Након тога, падобранци су узели под контролу рафинерију нафте, коју су руске трупе и сепаратисти могли да униште.. Борба је трајала од вечере до вечери 19. јула, при чему је погинуло 5 падобранаца, а 40 рањено.
То је била највећа радост за све време моје службе. Када су мештани видели те оклопне транспортере са украјинским симболима, потрчали су да нас поздраве. На путу су мештани развили плаво-жуте заставе и обукли вишиванке. Стајали су поред пута и пљескали, певали украјинску химну и узвикивали „Слава Украјини!“, „Хвала што сте дошли!“. — Васил Боднар, војник 95. бригаде.

Тешке борбе су током ноћи настављене и око аеродрома у Доњецку, а експлозије су се чуле у свим деловима града. Град је утихнуо до 09:00 19. јула. Дана 21. јула су почеле тешке борбе у Доњецку. Доњецк су потресле експлозије, а ватра из тешког наоружања изазвала је дизање дима над градом. Борбе су биле концентрисане у северозападним областима Кијевски и Кујбишевски, као и у близини централне железничке станице и аеродрома, што је локално становништво навело да потраже уточиште у склоништима за бомбе или да побегну из града. У току борби је прекинуто водоснабдевање града, обустављена је сва железничка и аутобуска линија. Улице су се испразниле, а побуњеници су подигли барикаде широм града да контролишу саобраћај. Владине снаге су такође поново заузеле градове Дзержинск, Соледар и Рубижње.
Оружане снаге су 22. јула поново заузеле предграђе Мајорск, недалеко од Горловке, и град Северодоњецка у Луганској области. Посматрачи ОЕБС-а који су посетили Доњецк након претходног дана тамо рекли су да је град „практично напуштен“ и да су борбе престале. Истог дана, премијер ДНР Александар Бородај рекао је да жели да настави преговоре о прекиду ватре. Командант ДПР Игор Гиркин је такође рекао „Дошло је време када Русија мора да донесе коначну одлуку – да заиста подржи Русе Донбаса или да их заувек напусти“. Такође, проукрајински паравојни Донбас батаљон заузео је Попасну.
Након што су поново заузеле Северодоњецк, владине снаге су се бориле против побуњеника око суседног града Лисичанска. Побуњеничка ауто-бомба је убила три војника током борби тамо. Изведени су ракетни напади на владине снаге у гарнизону Веселе Горе, Камишева, као и аеродрома Луганск. Прес центар за владину војну операцију саопштио је да је ситуација и даље „најсложенија“ у областима око „града Доњецка, града Луганска, Краснодона и Попасне“. Владине снаге су 23. јула пробиле блокаду побуњеника око аеродрома у Доњецку, а затим су напредовале у северозападни угао града Доњецка.
Након тога, побуњеници су се повукли из многих области на периферији града, укључујући Карливка, Нетајлове [УК], Первомајск [УК], и област око аеродрома Доњецк. Командант побуњеника Игор Гиркин рекао је да је то урађено да би се утврдио центар града Доњецка, као и да се избегне опкољавање владиних снага. Такође је рекао да не очекује упад владе у центар града Доњецка. У међувремену, сукоби су настављени у Шахтјорском округу, дуж границе са Русијом. У току борби, побуњеници су оборили два украјинска борбена авиона Су-25 који су пружали ваздушну подршку копненим снагама у близини Дмитровке.
Владине снаге су 24. јула поново заузеле Лисичанск. Истог дана букнуле су борбе око Горловке. Владине снаге су извеле ваздушне и артиљеријске ударе на побуњенике унутар града, а сукоби су се водили свуда око њега. У борбама се срушио један важан мост, прекинувши критичну руту из града. Људи су од насиља бежали аутомобилима и пешице. Упркос овим напредовањима Оружаних снага, граница са Русијом није била обезбеђена. Гранична станица Изварине у Луганској области, коју контролише Југоисточна војска, наводно је била главна улазна тачка за оружје и појачања из Русије. Поново је почело гранатирање Кијевског, Кировског и Петровског округа града Доњецка. Према подацима градске управе Доњецка, у Петровском је оштећено 11 кућа, а најмање један човек је повређен. Борбе су настављене преко ноћи 26. јула, уз експлозије, гранатирање и пуцњаву широм града.
Током трећег дана офанзиве владе на устанички упориште Горловка, 27. јула убијено је између 20 и 30 цивила. Горловка је практично напуштена, без струје и воде. Гранатирањем су оштећене или уништене многе зграде, укључујући болницу, зеленарију и канцеларију енергетске компаније. Украјинске трупе су такође ушле у град Шахтјорск, бориле се са устаницима који су га окупирали и заузели га око 14:30. Тиме је пресечен коридор снабдевања између територија које држе ДНР и ЛНР, изолујући побуњенике у граду Доњецк.
Окршаји су избили и у оближњим местима Снижне и Торез. Интензивне борбе широм Шахтјорског округа приморале су групу холандских и аустралијских полицајаца да одустану од покушаја истраге о месту пада лета 17 Malaysia Airlines-а. 41 украјински војник је напустио своје положаје и отишао на гранични прелаз Изварине који су контролисали побуњеници, где су побуњеницима рекли да одбијају да се боре против „сопственог народа“. Побуњеници су им дозволили да побегну из Украјине и пређу у Русију. До 28. јула, стратешке висове Савур-Могила су биле под украјинском контролом, заједно са градом Дебаљцево.
Побуњеници су раније користили Савур-Могилу за гранатирање украјинских трупа око града Мариновке. До 29. јула, још 17 цивила је убијено у борбама, уз још 43 особе рањене. Настављено је гранатирање Лењинског и Кијевског округа града Доњецка. Према градској управи, ови окрузи су тешко оштећени.
Према извештају Савета за националну безбедност и одбрану Украјине, прелази на граници са Русијом су нападнути са руске територије најмање 153 пута од 5. јуна. У овим нападима убијено је 27 граничара, а 185 је рањено. Владине снаге су напредовале 30. јула, када су избациле побуњенике из Авдијевке, близу аеродрома у Доњецку. Војне операције су паузиране 31. јула. Ово је требало да омогући међународним стручњацима да испитају место пада лета 17 Malaysia Airlines-а, који се налази у Шахтјорском округу, где су се водиле најжешће борбе претходних неколико дана. Оружане снаге Украјине су пратиле посматраче на лице места.
Након борбе са прекинутим разним далеководима, град Луганск је изгубио сваки приступ електричној енергији. Остало је мало горива за напајање генератора у случају нужде. До мањих окршаја дошло је у Васиљевки и Жовтневу. У међувремену, у Минску су вођени разговори између сепаратиста, Русије, Украјине и ОЕБС-а. Борбе су настављене у Шахтјорску. Засједа побуњеника на тамошње владине снаге резултирала је смрћу десет војника. 11 је нестало, а 13 је рањено. Настављена је офанзива владе на град Первомајск у Луганској области.
После низа војних пораза, Игор Гиркин, командант побуњеника ДНР, позвао је на руску војну интервенцију и рекао да су неуспехе изазвало борбено неискуство његових нерегуларних снага, заједно са потешкоћама у регрутовању локалног становништва у Доњецкој области. Он се обратио руском председнику Владимиру Путину рекавши да би „губљење овог рата на територији коју је председник Владимир Путин лично назвао Нова Русија угрозило моћ Кремља и, лично, моћ председника“. Владине снаге су се 3. августа приближиле градовима Луганску и Доњецку.
У борбама у оба града погинуло је више цивила. Извештава се да је Луганск „практично опкољен“, са мало струје или воде. Ситуација у граду Доњецку је била мање тешка, јер су возови за Русију и даље саобраћали, али борбе и гранатирање нису јењали. Према подацима Оружаних снага, три четвртине територије коју су некада држали побуњеници је поново заузето. Такође су рекли да су потпуно прекинули линије снабдевања између ДНР и ЛНР, после више од недељу дана борби у Шахтјорском округу.
После дуге битке, оружане снаге су 4. августа поново заузеле витални град Јасинувата. Најмање пет војника је погинуло у борбама за заузимање града, који је стратешки железнички чвор на главном путу између градова Доњецка и Луганска. Провладини паравојни батаљони Азов и Шахтјорск рекли су да су напредовали у град Доњецк и да су почели да га „ослобађају“. Украјинска влада је рекла да сви цивили треба да се евакуишу из Доњецка и издала саопштења у којима тражи од снага ДНР и ЛНР да помогну у успостављању „хуманитарних коридора“ како би се цивилима у Доњецку, Луганску и Горловки омогућило да побегну. Коментаришући ситуацију у Луганску, градоначелник Сергеј Кравченко је рекао: „Као резултат блокаде и непрекидних ракетних напада, град је на ивици хуманитарне катастрофе“.

#### Борбе и окружење око Доњецка
Док су владине трупе 5. августа ушле у Доњецк, избиле су тешке борбе у 17:00 у Петровском округу у граду. На другом месту, побуњеници су поново заузели град Јасинувата након повлачења владиних снага. Портпарол Савета за националну безбедност и одбрану Украјине рекао је да су Оружане снаге напустиле град како би избегле штету „мирном становништву“, као и да се град евакуише како би могао да буде „потпуно ослобођен“. Он је рекао и да је железничка станица остала под контролом владе и да је блокиран сав железнички саобраћај. Борбе између побуњеника и владиних снага широм региона Донбаса настављене су „константно“ током дана.
Борбе и гранатирање су настављене око Доњецка 8. августа, а неколико цивила је убијено или повређено. До 9. августа, командант побуњеника Игор Гиркин рекао је да је Доњецк био „потпуно опкољен“ владиним снагама. Ово је уследило након што је влада заузела витални град Красњи Луч, након што су козаци који су били тамо стационирани побегли. Даљи окршаји између устаника и оружаних снага одвијали су се у Многопиљу, Степановки, Григоривки, Красном Јару, Победи, Шишкову, Комишни, Новохановки, Красној Таливки, Дмитровки, Сабивки и аеродрому Луганск.
Током ноћи и 10. августа, владине снаге су покренуле артиљеријски бараж на град Доњецк, наневши му „огромну штету“. Према речима портпарола Оружаних снага, побуњеници су почели да беже из града током баража, и били су у стању "панике и хаоса". Болнице и стамбени објекти су тешко оштећени, а многи преостали становници склонили су се у подруме. Градове Первомајск, Калиново, Камишеваха, у западној Луганској области у близини Попасне, заузеле су владине снаге 12. августа после тешких борби. Тешко гранатирање Доњецка настављено је и 14. августа.

#### Епилог
Током овог артиљеријског баража 14. августа, Игор Гиркин је поднео оставку на дужност команданта устаничких снага Доњецке Народне Републике. Заменио га је Владимир Кононов, који је познат под именом Цар. Гиркинова оставка, заједно са оставком премијера ДНР Александра Бородаја од 7. августа (којег је заменио Александар Захарченко), представљала је промену у природи сукоба. С обзиром на недавне војне неуспехе ДНР и ЛНР, Русија је одлучила да више не може да се ослања на гомиле нерегуларних бораца у Донбасу и наредила је смену руководства. Одустала је од сепаратистичког пројекта и заменила га идејом федерализације Донбаса у оквиру Украјине. Да би извршио ову промену, ускоро ће се пребацити са хибридног на конвенционално ратовање.

## Последице
До августа 2014, офанзива украјинских снага преполовила је територију коју контролишу побуњеници од избијања непријатељстава, приближавајући се поновном преузимању контроле над границом са Русијом и ефективно прекинувши линије снабдевања проруским снагама. До 9. августа утврђени су само изоловани случајеви учешћа регуларних руских трупа. Између 7. и 14. августа ситуација се драматично променила. Русија је напустила свој „хибридни“ приступ и прешла на директну инвазију. Неколико руских механизованих и ваздушно-десантних батаљонских група, процењених на око 3.000-4.000 војника, извршило је инвазију на Украјину, напало украјинске снаге са позадине и, заједно са проруским побуњеницима, поразило украјинске снаге, спречавајући приближавање затварања обруча.
Анализа спискова руских држављана убијених у Донбасу даје грубу слику о динамици руског војног ангажовања. Од 9. августа на територији Украјине готово свакодневно у великим групама гину руски војници. Од 16. до 19. августа 104. гардијски ваздушно-јуришни пук претрпео је губитке од неколико десетина мртвих. Упркос губицима, руске трупе су од 9. до 16. августа потиснуле украјинску војску и наставиле путеве снабдевања Доњецком.
Дана 10. августа почеле су борбе за Иловајск, које су се касније завршиле опкољавањем и уништењем велике групације Оружаних снага Украјине. Тежак положај цивила затечених под гранатирањем донекле је олакшала руска хуманитарна помоћ.